# Kathedrale von Karthago

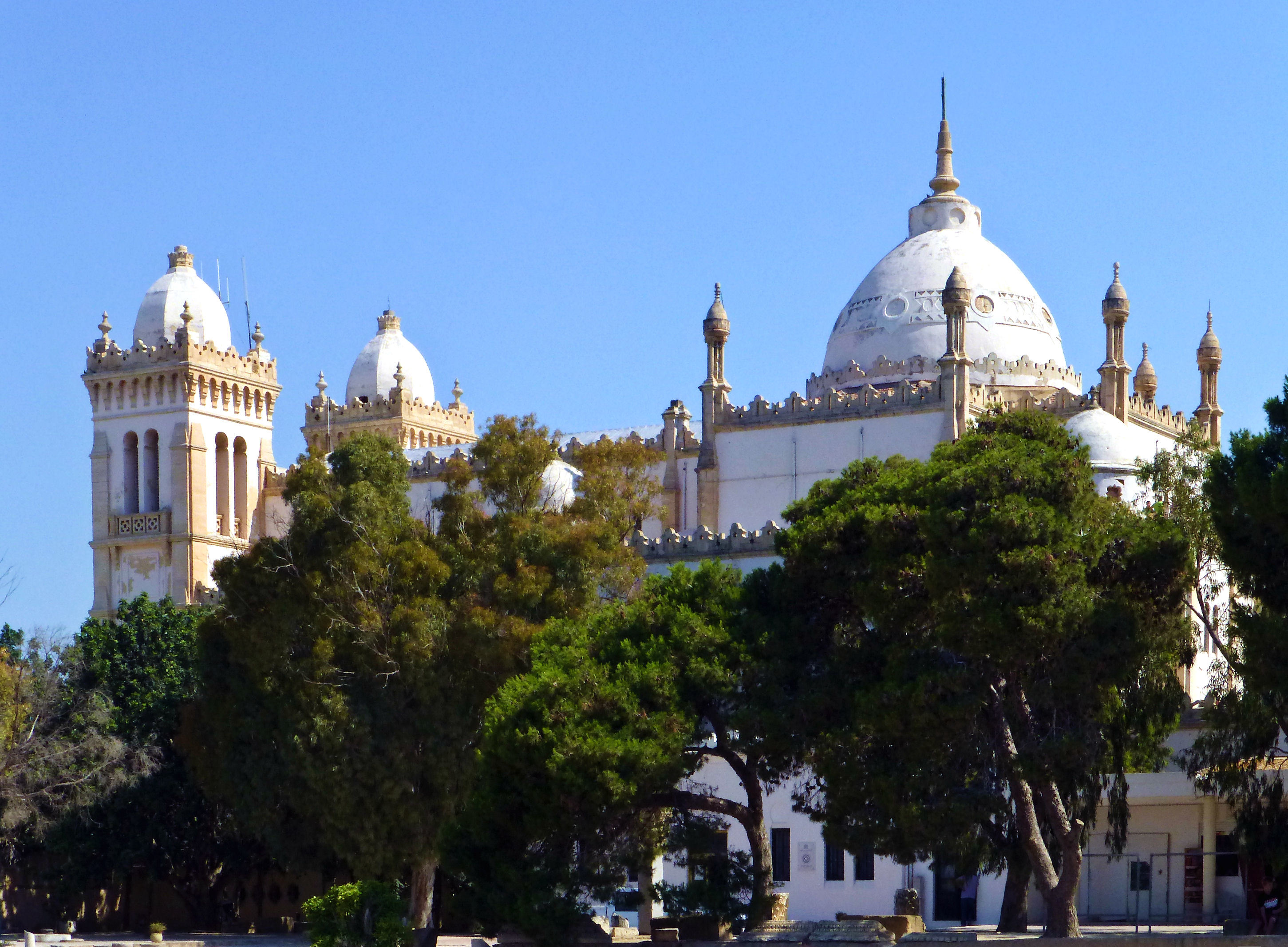
Die Kathedrale Saint-Louis von Karthago

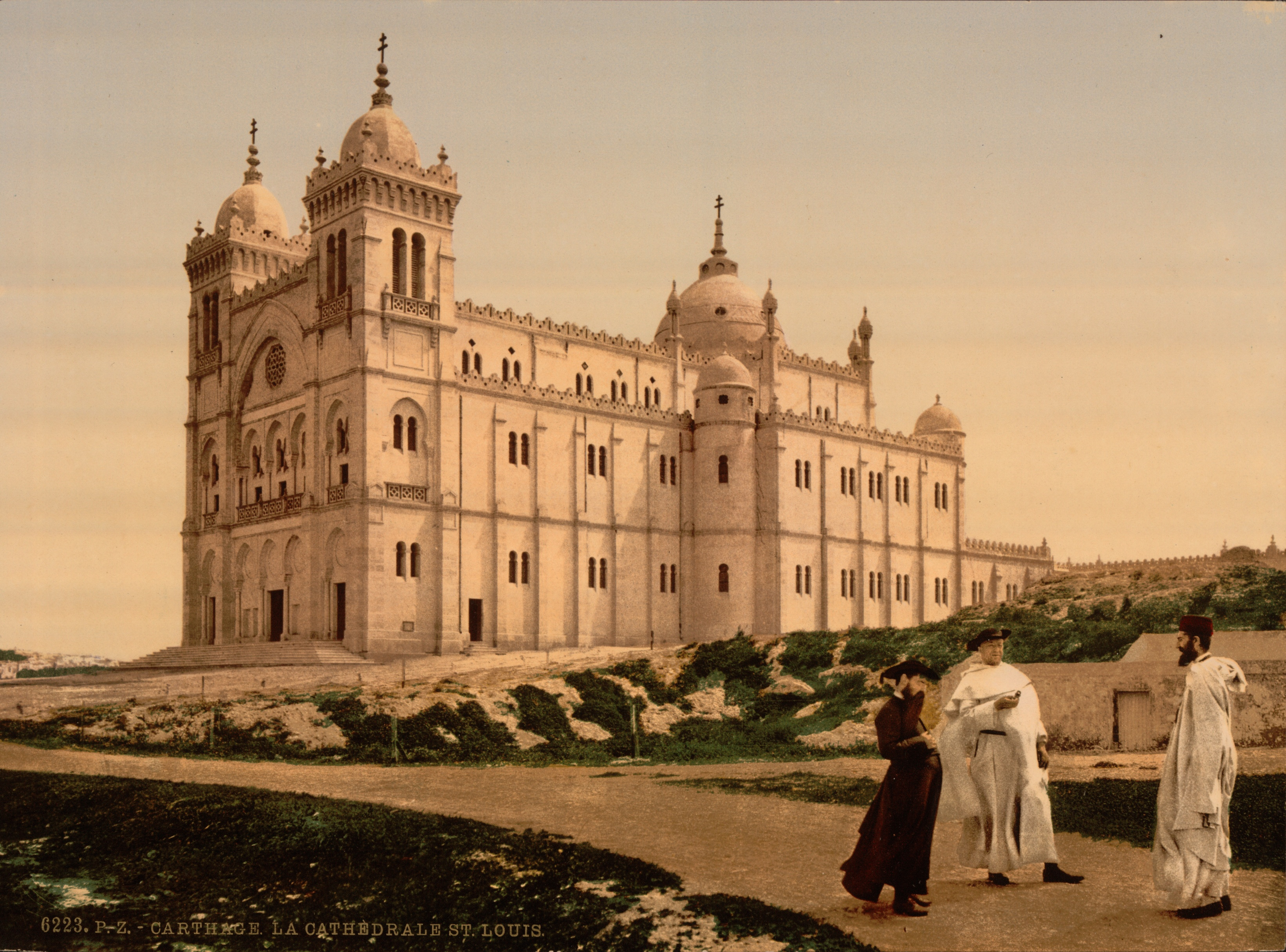
Fotografie der Kathedrale aus dem Jahr 1899

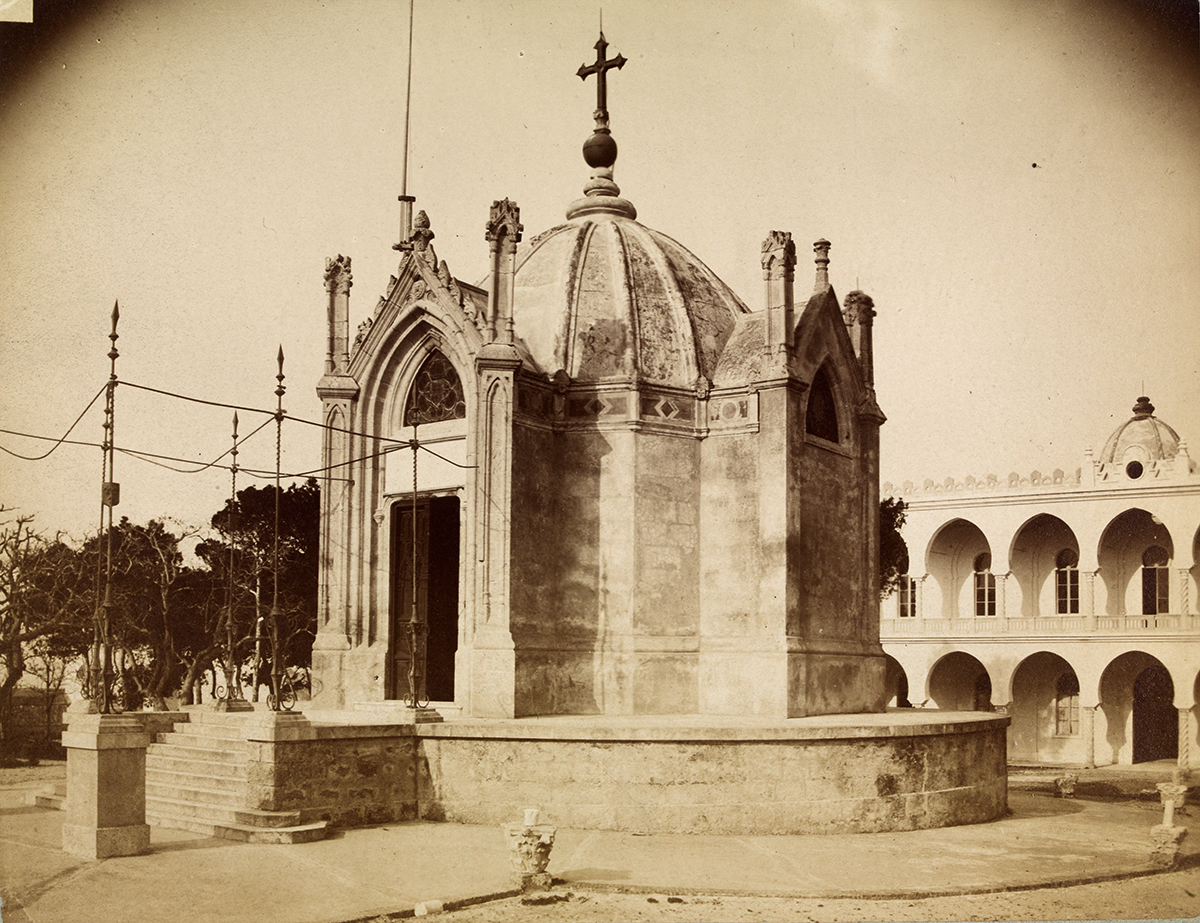
Kapelle der Kathedrale des heiligen Ludwig von Karthago, Tunesien. Fotografie von 1882 von Paul Marie Famin (1851–1911).

Die Kathedrale des heiligen Ludwig von Karthago (arabisch كاتدرائية القديس لويس; französisch Cathédrale Saint-Louis de Carthage) ist ein ehemals christlicher Kirchenbau in der Stadt Karthago in Tunesien.

## Geschichte
Die Initiative zum Bau einer Kathedrale in Karthago ging von Kardinal Charles Martial Lavigerie aus, der im Jahr 1884 zum Erzbischof von Karthago und Primas der römisch-katholischen Kirche von ganz Afrika ernannt worden war. Tunesien stand seit 1881 unter französischem Protektorat, aber bereits im Jahr 1830 hatte der französische Generalkonsul in Tunis von Husain II. Bey die Erlaubnis zum Bau eines christlichen Gotteshauses erhalten.
Die im byzantinisch-maurischen Stil gehaltene Kathedrale wurde auf dem Byrsa-Hügel von Karthago errichtet, auf dem sich mutmaßlich die Akropolis der Punier befunden hatte, direkt neben dem Fundament eines dem Asklepios geweihten Tempels. An jenem Ort wurde auch der Standort des Zelts des französischen Königs Ludwig IX. des Heiligen (Saint Louis) vermutet, in dem er am 25. August 1270 während des siebten Kreuzzuges gestorben war. Die im Jahr 1890 fertiggestellte Kathedrale wurde ihm geweiht und seine als Reliquien verehrten Eingeweide, die Kardinal Lavigerie von König Franz II. von Sizilien vererbt worden waren, fanden hier ihren neuen Aufbewahrungsort. Nach seinem Tod im Jahr 1892 wurde Kardinal Lavigerie in der Kathedrale bestattet.
Nach der Unabhängigkeit Tunesiens im Jahr 1956 wurden die Reliquien des heiligen Ludwig nach Paris in die Sainte-Chapelle transferiert. Nachdem im Jahr 1964 die römische Kirche den Bau an den tunesischen Staat übergeben hatte, wurde der Leichnam des Kardinals nach Rom überführt. Nachdem das Gebäude seit 1964 ungenutzt geblieben war, erhielt es im Jahr 1994 als kulturelle Begegnungsstätte (Acropolium) und Museum eine neue Funktion.